# David Sharpe (Leichtathlet)
David Sharpe (* 8. Juli 1967) ist ein ehemaliger britischer Mittelstreckenläufer, der sich auf die 800-Meter-Distanz spezialisiert hatte.
Der Juniorenweltmeister von 1986 gewann bei den Leichtathletik-Halleneuropameisterschaften 1988 in Budapest Gold und bei den Leichtathletik-Europameisterschaften 1990 in Split Silber. 1992 siegte er beim Leichtathletik-Weltcup.

## Persönliche Bestzeiten
- 800 m: 1:43,98 min, 19. August 1992, Zürich
  - Halle: 1:46,92 min, 30. Januar 1993,	Glasgow
- 1000 m: 2:17,79 min, 31. August 1992, Belfast
- 1 Meile: 3:59,02 min, 27. Mai 1990, London